# 215省道 (福建省)
215省道是中华人民共和国福建省的省道之一。
215省道路线可分为联三线、横八线两部分，联三线的起点位于南平市延平区西芹镇，途经三明市尤溪县、泉州市德化县、永春县，终于南安市梅山镇，横八线则以梅山镇为起点，终于惠安县崇武镇。